# 张克智
张克智（1941年—2004年），山东宁阳人，中华人民共和国政治人物。

## 生平
1986年，担任国务院办公厅秘书局政务专员、副局长。1993年，任国务院副秘书长。2001年被聘任为国务院参事。